# Episodi de L'isola di Gilligan (seconda stagione)
La seconda stagione della serie televisiva L'isola di Gilligan è andata in onda negli Stati Uniti dal 16 settembre 1965 al 28 aprile 1966 sulla CBS.
| nº | Titolo originale                          | Prima TV USA      | Titolo italiano | Prima TV Italia |
| -- | ----------------------------------------- | ----------------- | --------------- | --------------- |
| 1  | Gilligan's Mother-in-Law                  | 16 settembre 1965 |                 |                 |
| 2  | Beauty is as Beauty Does                  | 23 settembre 1965 |                 |                 |
| 3  | The Little Dictator                       | 30 settembre 1965 |                 |                 |
| 4  | Smile, You're on Mars Camera              | 7 ottobre 1965    |                 |                 |
| 5  | The Sweepstakes                           | 14 ottobre 1965   |                 |                 |
| 6  | Quick Before It Sinks                     | 28 ottobre 1965   |                 |                 |
| 7  | Castaways Pictures Presents               | 4 novembre 1965   |                 |                 |
| 8  | Agonized Labor                            | 11 novembre 1965  |                 |                 |
| 9  | Nyet, Nyet -- Not Yet                     | 18 novembre 1965  |                 |                 |
| 10 | Hi-Fi Gilligan                            | 25 novembre 1965  |                 |                 |
| 11 | The Chain of Command                      | 2 dicembre 1965   |                 |                 |
| 12 | Don't Bug the Mosquitoes                  | 9 dicembre 1965   |                 |                 |
| 13 | Gilligan Gets Bugged                      | 16 dicembre 1965  |                 |                 |
| 14 | Mine Hero                                 | 23 dicembre 1965  |                 |                 |
| 15 | Erika Tiffany Smith to the Rescue         | 30 dicembre 1965  |                 |                 |
| 16 | Not Guilty                                | 6 gennaio 1966    |                 |                 |
| 17 | You've Been Disconnected                  | 13 gennaio 1966   |                 |                 |
| 18 | The Postman Cometh                        | 20 gennaio 1966   |                 |                 |
| 19 | Seer Gilligan                             | 27 gennaio 1966   |                 |                 |
| 20 | Love Me, Love My Skipper                  | 3 febbraio 1966   |                 |                 |
| 21 | Gilligan's Living Doll                    | 10 febbraio 1966  |                 |                 |
| 22 | Forward March                             | 17 febbraio 1966  |                 |                 |
| 23 | Ship Ahoax                                | 24 febbraio 1966  |                 |                 |
| 24 | Feed the Kitty                            | 3 marzo 1966      |                 |                 |
| 25 | Operation: Steam Heat                     | 10 marzo 1966     |                 |                 |
| 26 | Will the Real Mr. Howell Please Stand Up? | 17 marzo 1966     |                 |                 |
| 27 | Ghost a Go-Go                             | 24 marzo 1966     |                 |                 |
| 28 | Allergy Time                              | 31 marzo 1966     |                 |                 |
| 29 | The Friendly Physician                    | 7 aprile 1966     |                 |                 |
| 30 | "V" for Vitamins                          | 14 aprile 1966    |                 |                 |
| 31 | Mr. and Mrs.???                           | 21 aprile 1966    |                 |                 |
| 32 | Meet the Meteor                           | 28 aprile 1966    |                 |                 |

## Gilligan's Mother-in-Law
- Prima televisiva: 16 settembre 1965
- Diretto da: Jack Arnold
- Scritto da: Budd Grossman

### Trama
- Guest star: Henny Backus (madre nativa), Mary Foran (figlia nativa), Russ Grieve (capo nativo), Eddie Little Sky (guerriero nativo)

## Beauty is as Beauty Does
- Prima televisiva: 23 settembre 1965
- Diretto da: Jack Arnold
- Scritto da: Joanna Lee

### Trama
- Guest star:

## The Little Dictator
- Prima televisiva: 30 settembre 1965
- Diretto da: Jack Arnold
- Scritto da: Bob Rogers, Sid Mandel

### Trama
- Guest star: Nehemiah Persoff (presidente Rodriguez)

## Smile, You're on Mars Camera
- Prima televisiva: 7 ottobre 1965
- Diretto da: Jack Arnold
- Scritto da: Al Schwartz, Bruce Howard

### Trama
- Guest star:

## The Sweepstakes
- Prima televisiva: 14 ottobre 1965
- Diretto da: Jack Arnold
- Scritto da: Walter Black

### Trama
- Guest star:

## Quick Before It Sinks
- Prima televisiva: 28 ottobre 1965
- Diretto da: George Cahan
- Scritto da: Stan Burns, Mike Marmer

### Trama
- Guest star:

## Castaways Pictures Presents
- Prima televisiva: 4 novembre 1965
- Diretto da: Jack Arnold
- Scritto da: Herbert Finn, Alan Dinehart

### Trama
- Guest star:

## Agonized Labor
- Prima televisiva: 11 novembre 1965
- Diretto da: Jack Arnold
- Scritto da: Roland MacLane

### Trama
- Guest star:

## Nyet, Nyet -- Not Yet
- Prima televisiva: 18 novembre 1965
- Diretto da: Jack Arnold
- Scritto da: A. T. Strassfield, Robert Riordan

### Trama
- Guest star: Vincent Beck (Igor), Danny Klega (Ivan)

## Hi-Fi Gilligan
- Prima televisiva: 25 novembre 1965
- Diretto da: Jack Arnold
- Scritto da: Mary C. McCall, Jr.

### Trama
- Guest star:

## The Chain of Command
- Prima televisiva: 2 dicembre 1965
- Diretto da: Leslie Goodwins
- Scritto da: Lois Peyser, Arnold Peyser

### Trama
- Guest star:

## Don't Bug the Mosquitoes
- Prima televisiva: 9 dicembre 1965
- Diretto da: Steve Binder
- Scritto da: Brad Radnitz

### Trama
- Guest star: Ed Wade (Bongo), The Wellingtons (Mosquitoes), Kirby Johnson (Irving), George Patterson (Bango), Les Brown Jr. (Bingo)

## Gilligan Gets Bugged
- Prima televisiva: 16 dicembre 1965
- Diretto da: Gary Nelson
- Scritto da: Jack Gross, Jr., Michael R. Stein

### Trama
- Guest star:

## Mine Hero
- Prima televisiva: 23 dicembre 1965
- Diretto da: Wilbur D'Arcy
- Scritto da: Bob Marcus, David Braverman

### Trama
- Guest star:

## Erika Tiffany Smith to the Rescue
- Prima televisiva: 30 dicembre 1965
- Diretto da: Jack Arnold
- Scritto da: David P. Harmon

### Trama
- Guest star: Zsa Zsa Gábor (Erika Tiffany Smith), Michael Witney (Johnny)

## Not Guilty
- Prima televisiva: 6 gennaio 1966
- Diretto da: Stanley Z. Cherry
- Scritto da: Roland MacLane

### Trama
- Guest star: Al Schottelkotte (se stesso)

## You've Been Disconnected
- Prima televisiva: 13 gennaio 1966
- Diretto da: Jack Arnold
- Scritto da: Elroy Schwartz

### Trama
- Guest star:

## The Postman Cometh
- Prima televisiva: 20 gennaio 1966
- Diretto da: Leslie Goodwins
- Scritto da: Alan Dinehart, Herbert Finn

### Trama
- Guest star:

## Seer Gilligan
- Prima televisiva: 27 gennaio 1966
- Diretto da: Leslie Goodwins
- Scritto da: Elroy Schwartz

### Trama
- Guest star:

## Love Me, Love My Skipper
- Prima televisiva: 3 febbraio 1966
- Diretto da: Anton Leader
- Scritto da: Herbert Finn, Alan Dinehart

### Trama
- Guest star:

## Gilligan's Living Doll
- Prima televisiva: 10 febbraio 1966
- Diretto da: Leslie Goodwins
- Scritto da: Bob Stevens

### Trama
- Guest star: Bob D'arcy (Robot)

## Forward March
- Prima televisiva: 17 febbraio 1966
- Diretto da: Jerry Hopper
- Scritto da: Jack Raymond

### Trama
- Guest star: Janos Prohaska (uomo vestito da scimmia)

## Ship Ahoax
- Prima televisiva: 24 febbraio 1966
- Diretto da: Leslie Goodwins
- Scritto da: George O'Hanlon, Charles Tannen

### Trama
- Guest star:

## Feed the Kitty
- Prima televisiva: 3 marzo 1966
- Diretto da: Leslie Goodwins
- Scritto da: Richard Sanville, Robert Lees

### Trama
- Guest star:

## Operation: Steam Heat
- Prima televisiva: 10 marzo 1966
- Diretto da: Stanley Z. Cherry
- Scritto da: Terence Maples, Joan Maples

### Trama
- Guest star:

## Will the Real Mr. Howell Please Stand Up?
- Prima televisiva: 17 marzo 1966
- Diretto da: Jack Arnold
- Scritto da: Budd Grossman

### Trama
- Guest star:

## Ghost a Go-Go
- Prima televisiva: 24 marzo 1966
- Diretto da: Leslie Goodwins
- Scritto da: Roland MacLane

### Trama
- Guest star: Richard Kiel (fantasma / agente russo)

## Allergy Time
- Prima televisiva: 31 marzo 1966
- Diretto da: Jack Arnold
- Scritto da: Budd Grossman

### Trama
- Guest star:

## The Friendly Physician
- Prima televisiva: 7 aprile 1966
- Diretto da: Jack Arnold
- Scritto da: Elroy Schwartz

### Trama
- Guest star: Vito Scotti (dottor Boris Balinkoff), Mike Mazurki (Igor)

## "V" for Vitamins
- Prima televisiva: 14 aprile 1966
- Diretto da: Jack Arnold
- Scritto da: Barney Slater

### Trama
- Guest star: Patrick Denver (Little Gilligan)

## Mr. and Mrs.???
- Prima televisiva: 21 aprile 1966
- Diretto da: Gary Nelson
- Scritto da: Michael R. Stein, Jack Gross, Jr.

### Trama
- Guest star:

## Meet the Meteor
- Prima televisiva: 28 aprile 1966
- Diretto da: Jack Arnold
- Scritto da: Elroy Schwartz

### Trama
- Guest star: